# Birnin Kebbi
Birnin Kebbi est la capitale de l'État de Kebbi, dans le nord-ouest du Nigeria, traversée par la Sokoto, un des principaux affluents du Niger. Elle est également la ville la plus peuplée de l'État, avec 125 594 habitants en 2007. Elle a été la capitale de l'émirat de Kebbi, un des royaumes haoussas, du début du XVIe siècle au début du XIXe siècle.